# Randall Brenes
Randall Brenes Moya (Cartago, 1983. augusztus 13. –) Costa Rica-i válogatott labdarúgó csatár.

## Sikerek
Costa Rica
- Copa Centroamericana (1): 2013

## Fordítás
Ez a szócikk részben vagy egészben  a   Randall Brenes című angol Wikipédia-szócikk fordításán alapul.  Az eredeti cikk szerkesztőit annak laptörténete sorolja fel. Ez a jelzés csupán a megfogalmazás eredetét és a szerzői jogokat jelzi, nem szolgál a cikkben szereplő információk forrásmegjelöléseként.